# Panagiótis Pikramménos
Panagiótis Pikramménos (grec moderne : Παναγιώτης Πικραμμένος), né le 26 juillet 1945 à Athènes, est un juriste, magistrat et homme d'État grec.
Désigné président du Conseil d'État en 2009, il est chargé, par le chef de l'État, Károlos Papoúlias, de diriger un gouvernement technique, devenant ainsi Premier ministre, un mois durant, le temps de gérer la transition entre l'élection d'un Parlement sans majorité puis la victoire des conservateurs de la Nouvelle démocratie lors des élections anticipées suivantes.
Il est vice-Premier ministre dans le gouvernement du conservateur Kyriákos Mitsotákis entre 2019 et 2023.

## Biographie

### Formation et début de carrière
Diplômé de l'école allemande d'Athènes (en) en 1963, il passe avec succès son diplôme de droit en 1968 à la faculté de droit de l'université nationale et capodistrienne d'Athènes. 
Il commence à travailler dès 1969 comme avocat spécialisé en droit maritime. En 1972, il est recruté par le cabinet Ince & Co. (en) à Londres, puis il passe un master de droit public en 1974, à l'université Paris II Panthéon-Assas.

### Juriste d'État
Il intègre le Conseil d'État grec (Συμβούλιο της Επικρατείας) en 1976, après avoir passé avec succès les concours de magistrat. Promu maître des requêtes en 1981, il prend une année sabbatique entre 1988 et 1989, pendant laquelle il étudie le droit communautaire à Paris-II.
Après avoir participé, à partir de 1990, au comité national de la législation, il devient, en 1991, conseiller juridique en droit public du Premier ministre conservateur, Konstantínos Mitsotákis. Il abandonne ce poste en 1993, lorsqu'il est promu au rang de conseiller d'État.
À plusieurs reprises, il a présidé un comité légal de conseil du ministère de la Justice, pour la transposition, en droit grec, de directives communautaires liées à la protection et la conservation des données personnelles.
Désigné directeur général de l'école nationale des magistrats, il est nommé vice-président du Conseil d'État en 2007. Le 1er juillet 2009, il est investi président du Conseil d'État et abandonne ses fonctions à l'ENM.

### Premier ministre de Grèce

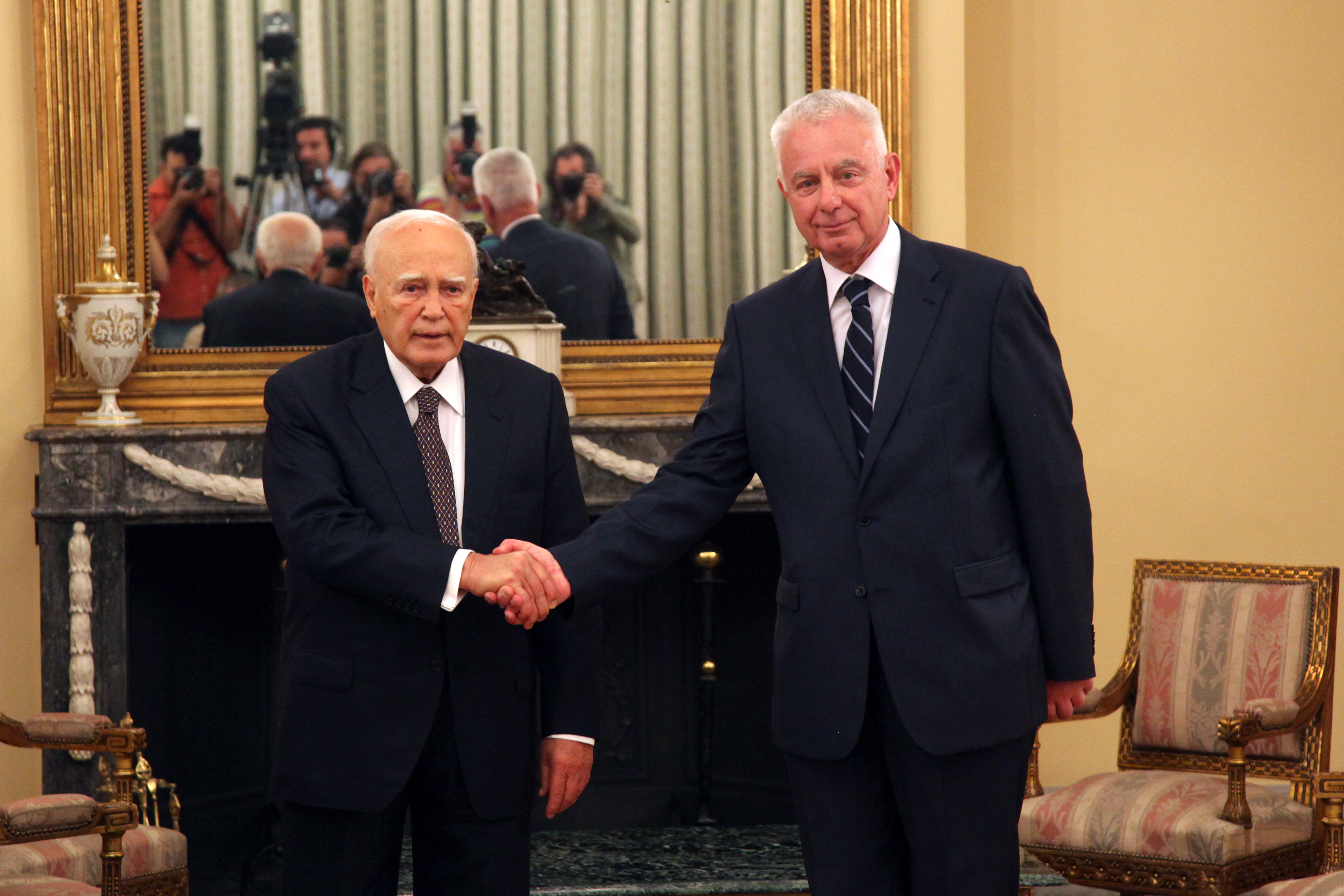
Panagiótis Pikramménos nommé Premier ministre par le président de la République Károlos Papoúlias, le 16 mai 2012.

À la suite des élections législatives anticipées du 6 mai 2012, Panagiótis Pikramménos est nommé Premier ministre le 16 mai, à l'issue du délai constitutionnel de neuf jours dont disposent les formations politiques pour constituer un gouvernement stable. Le gouvernement intérimaire, chargé d'expédier les affaires courantes, est formé le même jour.
L'échec des négociations conduit le président de la République, Károlos Papoúlias, à convoquer de nouvelles élections pour le 17 juin.
Le 20 juin, trois jours après le scrutin, Pikramménos est remplacé par Antónis Samarás, chef des conservateurs ayant réussi à dégager une majorité stable au Parlement hellénique.